# Dicteriadidae
Famille
Les Dicteriadidae sont une famille d'insectes qui fait partie des zygoptères dans l'ordre des odonates. Il s'agit d'une petite famille qui comprend deux genres. Chacun de ces genres est monotypique.

## Liste des genres et espèces
Selon World Odonata List :
- Dicterias Selys, 1853
  - Dicterias atrosanguinea Selys, 1853
- Heliocharis Selys, 1853
  - Heliocharis amazona Selys, 1853